# Distrito electoral de Cobden 1
Cobden District 1 (en inglés: Cobden District 1 Precinct) es un distrito electoral ubicado en el condado de Union en el estado estadounidense de Illinois. En el Censo de 2010 tenía una población de 1142 habitantes y una densidad poblacional de 17,37 personas por km².

## Geografía
Cobden District 1 se encuentra ubicado en las coordenadas 37°32′46″N 89°12′12″O / 37.54611, -89.20333. Según la Oficina del Censo de los Estados Unidos, Cobden District 1 tiene una superficie total de 65.73 km², de la cual 65.19 km² corresponden a tierra firme y (0.82%) 0.54 km² es agua.

## Demografía
Según el censo de 2010, había 1142 personas residiendo en Cobden District 1. La densidad de población era de 17,37 hab./km². De los 1142 habitantes, Cobden District 1 estaba compuesto por el 91.77% blancos, el 0.96% eran afroamericanos, el 0.18% eran amerindios, el 0% eran asiáticos, el 0% eran isleños del Pacífico, el 5.08% eran de otras razas y el 2.01% pertenecían a dos o más razas. Del total de la población el 10.07% eran hispanos o latinos de cualquier raza.